# Левченко Олена Степанівна
Олена Степанівна Левченко (біл. Алена Сцяпанаўна Леўчанка; народилася 30 квітня 1983 у м. Гомель, Білоруська РСР, СРСР) — білоруська професійна баскетболістка, що грає на позиції центрової. Виступає за китайський клуб «Сичуань Вельс».

## Навчання
Баскетболом Олена почала займатись спочатку в Гомельській СДЮШОР-9. Першим тренером спортсменки був Віктор Орлов. Пізніше вона перейшла в Мінське республіканське училище олімпійського резерву.

## Початок виступів
Дебютувала на чемпіонаті Європи у 1999 році. У 2000 році переїхала на навчання в США, де закінчила коледж Seminole Junior College в штаті Західна Вірджинія. Вона також відвідувала Університет Західної Вірджинії після переведення з Молодіжного коледжу в Вабаш-валлі.
Олена Левченко стала першою білоруської спортсменкою, яка виступала в США.

## Професійна кар'єра
Левченко почала виступати у 2006 році за команди «Шарлотта Сінг» («англ. Charlotte Sting») та «Вашингтон Містікс» («англ. Washington Mystics») у 2007 році. Потім грала в командах «Атлантична мрія» («англ. Atlanta Dream») WNBA у США та УМКК «Єкатеринбург» у Російській суперлізі.

## Статистика Західна Вірджинія
| Рік       | Команда           | GP | Очки | FG%  | 3P% | FT%   | RPG | APG | SPG | BPG | PPG |
| --------- | ----------------- | -- | ---- | ---- | --- | ----- | --- | --- | --- | --- | --- |
| 2003-2004 | Західна Вірджинія | 1  | 4    | -    | -   | 100.0 | 8.0 | -   | -   | 1.0 | 4.0 |
| 2004-2005 | Західна Вірджинія | 10 | 74   | 55.6 | -   | 57.1  | 6.5 | 0.4 | 0.5 | 1.2 | 7.4 |
| 2005-2006 | Західна Вірджинія | 31 | 237  | 56.9 | -   | 77.0  | 6.1 | 0.8 | 0.6 | 1.1 | 7.6 |
| Кар'єра   | Західна Вірджинія | 42 | 315  | 55.8 | 0.0 | 76.4  | 6.2 | 0.7 | 0.5 | 1.1 | 7.5 |

## Національна збірна
У складі білоруської жіночої національної баскетбольної команди, О.Левченко виступала на  Олімпійських іграх 2008 та Олімпійських іграх 2016 років.
Вона також брала участь у жіночих баскетбольних чемпіонатах EuroBasket Women 2007 2009, 2011, 2013 та 2015 років у складі національної збірної Білорусі.

## 2020—2022
Восени 2020 року Алена Левченко відбула 15 діб на Акрестіна за участь в акціях протесту. Вона була одним із підписантів звернення спортсменів проти насильства та за нові вибори, стала одним із облич білоруського протесту та активно брала участь у структурах білоруської солідарності. Після звільнення Левченко була позбавлена можливості працювати в Білорусі і була змушена виїхати до Греції, де підписала контракт з афінським клубом «Панатінаїкос». У листопаді 2022 року оголосила про завершення спортивної кар'єри.